# Butterfly Boucher
Butterfly Giselle Grace Boucher (Adelaida, 2 de junio de 1979) es una cantautora, multiinstrumentista y productora discográfica australiana nacida en Adelaida. 

## Carrera
Desde los 15 años empezó a tocar el bajo en la banda de Rebecca Boucher Burns, su hermana mayor, llamada Eat the Menu (más tarde llamada The Mercy Bell), que lanzó su álbum debut, Whoosh, en 1996. Desde el año 2000 Boucher ha vivido en Nashville, Estados Unidos, y ha lanzado cuatro álbumes solistas, Flutterby (octubre de 2003), Scary Fragile (junio de 2009), un álbum homónimo (abril de 2012) y una edición especial del décimo aniversario de Flutterby llamada Happy Birthday Flutterby (23 de agosto de 2014).
Desde 2008, Boucher ha grabado material para Ten Out of Tenn, un colectivo de música con sede en Nashville. Boucher también es miembro del trío de pop/rock Elle Macho. Cantó a dúo junto al reconocido músico británico David Bowie la canción «Changes» para la película animada Shrek 2 de 2004.

## Discografía

### Álbumes de estudio
- Flutterby (2003)
- Scary Fragile (2009)
- Butterfly Boucher (2012)
- Happy Birthday Flutterby (2013)